# Alex Innerbichler
Alex Innerbichler (* 19. November 1985 in Innichen) ist ein ehemaliger italienischer Naturbahnrodler. Er startete im Doppelsitzer mit seinem Bruder Günther Innerbichler. Sie gewannen drei Medaillen bei Juniorenweltmeisterschaften und -europameisterschaften und erreichten vier Top-5-Platzierungen im Weltcup sowie zwei fünfte Plätze im Doppelsitzer und im Mannschaftswettbewerb bei der Weltmeisterschaft 2005. Eine Silbermedaille bei der Juniorenweltmeisterschaft 2004 gewann Alex Innerbichler zusammen mit Harald Laimer.

## Karriere
Alex Innerbichler und sein zwei Jahre älterer Bruder Günther Innerbichler nahmen ab 2000 an internationalen Juniorenmeisterschaften teil und gewannen dabei drei Medaillen. Bei der Junioreneuropameisterschaft 2001 in Tiers gewannen sie die Silbermedaille und bei der Juniorenweltmeisterschaft 2002 in ihrem Heimatort Gsies sowie der Junioreneuropameisterschaft 2003 in Kreuth jeweils Bronze. Im Jahr 2004 startete Alex Innerbichler bei der Juniorenweltmeisterschaft 2004 in Kindberg zusammen mit Harald Laimer, da sein Bruder bereits das Alterslimit überschritten hatte, und gewann eine weitere Silbermedaille.
Zu Beginn der Saison 2001/2002 nahmen die Brüder Innerbichler in Olang zum ersten Mal an zwei Weltcuprennen teil. Im ersten Rennen belegten sie als Achte den vorletzten Platz, im zweiten blieben sie ohne Ergebnis. In den nächsten beiden Jahren nahmen sie jeweils an vier der sechs Weltcuprennen teil. Während im Winter 2002/2003 ein vierter Platz in Umhausen ihr bestes Ergebnis war, erreichten sie in der Saison 2003/2004 mit Platz drei in Garmisch-Partenkirchen ihr bestes Weltcupergebnis. In beiden Jahren belegten sie jeweils den siebenten Platz im Gesamtweltcup. In der Saison 2004/2005 nahmen sie an fünf Weltcuprennen teil, kamen diesmal aber nicht über einen sechsten Rang hinaus. Im Gesamtweltcup wurden sie erneut Siebte. Ihr letztes gemeinsames Rennen bestritten Alex und Günther Innerbichler am 10. Dezember 2005. Im Auftaktrennen der Saison 2005/2006 in Longiarü belegten sie den siebenten Platz.
Bei Titelkämpfen erzielten Alex und Günther Innerbichler ähnliche Resultate wie im Weltcup. Bei den Europameisterschaften 2002 in Frantschach-Sankt Gertraud und 2004 in Hüttau belegten sei jeweils den achten Platz und bei der Weltmeisterschaft 2003 in Železniki wurden sie Siebte. Ihre besten Resultate erreichten sie bei der Weltmeisterschaft 2005 in Latsch, als sie den fünften Platz im Doppelsitzer und auch den fünften Platz im Mannschaftswettbewerb – zusammen mit Irene Mitterstieler und Martin Psenner im Team Italien II – erreichten. In den Jahren 2004 und 2005 erzielten sie bei den italienischen Meisterschaften jeweils den zweiten Platz hinter Armin Mair und Johannes Hofer.
Nach seinem letzten Weltcuprennen zu Beginn der Saison 2005/2006 beendete Alex Innerbichler seine Karriere. Sein Bruder nahm im Rest des Winters noch zusammen mit Johannes Hofer an mehreren Rennen teil, ehe auch er seine Karriere beendete.

## Sportliche Erfolge
(wenn nicht anders angegeben, Doppelsitzer mit Günther Innerbichler)

### Weltmeisterschaften
- Železniki 2003: 7. Doppelsitzer
- Latsch 2005: 5. Doppelsitzer, 5. Mannschaft

### Europameisterschaften
- Frantschach 2002: 8. Doppelsitzer
- Hüttau 2004: 8. Doppelsitzer

### Juniorenweltmeisterschaften
- Gsies 2002: 3. Doppelsitzer
- Kindberg 2004: 2. Doppelsitzer (mit Harald Laimer)

### Junioreneuropameisterschaften
- Umhausen 2000: 8. Doppelsitzer
- Tiers 2001: 2. Doppelsitzer
- Kreuth 2003: 3. Doppelsitzer

### Weltcup
- 7. Platz im Doppelsitzer-Gesamtweltcup in den Saisonen 2002/2003, 2003/2004 und 2004/2005
- 1 Podestplatz und weitere 3 Platzierungen unter den besten fünf